# Ca' Onorai
Ca' Onorai is een plaats (frazione) in de Italiaanse gemeente Cittadella (PD).